# 주문은 토끼입니까?
《주문은 토끼입니까?》(일본어: ご注文はうさぎですか？ 고추몬와 우사기데스카[*])는 Koi의 4컷 만화이다. 호분샤의 만화 잡지 《망가 타임 키라라 MAX》에서 2011년 3월호부터 연재 중이다. 애니메이션은 2014년 4월부터 6월까지 제1기를, 2015년 10월부터 12월까지 제2기를, 2020년 10월부터 12월까지 제3기를 방영하였으며, 에이잔 전철은 2014년 4월 17일부터 애니메이션 "주문은 토끼입니까?" 헤드마크를 부착한 철도 차량을 운행한다고 밝혔다. 약칭은 한국에서 쓰이는 《주문토끼》와, 널리 쓰이는 《고치우사》(ごちうさ), (gochiusa)가 있다.

## 줄거리
주인공인 호토 코코아는 학교에 다니기 위해 새로운 마을에서 지내게 되고, 래빗 하우스라는 카페를 운영하고 있는 카후우 가의 집에서 하숙하게 된다. 학교 교칙에 따라 코코아는 래빗 하우스에서 종업원으로 일하게 되는데, 등장인물들의 일상을 풀어나가는 만화이다.

## 등장인물
호토 코코아(保登 心愛)
성우 - 사쿠라 아야네/김현지
주인공. 키는 154cm, 체중 39kg, 혈액형은 B형 작중 나이는 고등학교 입학부터 시작한다. 카후우 가로 하숙하며 교칙에 따라 숙박비를 지불하는 대신 래빗 하우스에서 일을 돕는다. 작중 공인 미녀에 성격이 활달하고 귀여운 것을 좋아한다. 치노를 자기 여동생처럼 생각하고 있기 때문에 치노가 자신을 언니라고 부르게 만들려고 하나, 번번히 실패한다. 치노가 선망하는 샤로를 조금 질투하는 듯한 묘사가 있다. 치노가 코코아를 피하거나 "언니"라고 부르는 것을 거부하는 등 츤츤대면 슬프다는 반응을 보인다. 껴안는 것을 좋아하여 치노를 꼬옥 껴안는 경우가 있다. 4남매 중 막내라서 형제를 따라하는 걸 좋아하는 모양이다. 수학 등의 이과 계열 과목에 뛰어나나, 국어, 영어 등의 문과 계열 과목에는 약하다. 이름의 유래는 핫코코아다.
카후우 치노(香風 智乃)
성우 - 미나세 이노리/조경이
키는 144cm, 체중 34kg, 혈액형은 AB형 푸른 은발 머리의 미소녀로 작중 나이는 중학교 2학년에서 3학년으로 올라갔고, 래빗 하우스 전 주인의 손녀이다. 중학생이지만 키가 150도 안될 정도로 작다. 머리카락은 하늘색이며 복장도 하늘색 계통으로 입는다. 코코아가 자신을 "언니"라고 불러 달라고 할 때마다 화를 내기는 하지만, 시간이 흐를 수록 코코아에게 점점 활기를 띄게 된다. 조용하면서도 말이 부드러운 소녀. 아버지와 함께, 팃피와 할아버지 사이의 비밀을 알고 있는 유일한 사람이다. 팃피가 유일하게 자신을 잘 따라주는 동물이기 때문에 움직이지 않는 앙코를 머리에 얹고 약간의 호감을 느낀 듯 하다. 이름의 유래는 카푸치노이다.
테데자 리제(天々座 理世)
성우 - 타네다 리사/여민정
신장은 160cm, A형 래빗 하우스에서 아르바이트로 일하고 있는 웨이트리스. 머리 색은 보라색. 군인의 딸이라 꽤 엄하고 성격이 군인같긴 하지만 친절하다. 사람에게 겨눌 총과 칼을 들고 다니기는 하지만 귀여운 것에 약하다는 점과 외모를 보면 여성적인 측면을 띄고 있다. 겉보기에는 엄격하고 활달해 보이나 속으로는 위로를 받고 싶어하고 다른 사람에게 안기고 싶어한다. 샤로와 꽤 친하게 지낸다. 손재주가 뛰어나 다른 등장인물들에게 인형을 하나씩 만들어주기도 하였다. 이름의 유래는 Thé des Alizés이다.
우지마츠 치야(宇治松 千夜)
성우 - 사토 사토미/정혜원
신장은 158cm, 코코아와 같은 고등학교에 다니는 친구. 귀엽게 생겼으며 말투가 부드러운 것이 특징. 가족이 일본 전통 찻집인 아마우사안(甘兎庵)을 경영하고 있다. 아마우사안에는 앙코라는 토끼가 있으며, 메뉴 이름이 웅장하고 옛된 이름이다. 아마우사안에는 또래가 없기 때문에 비슷한 또래가 모여 있는 래빗 하우스를 부러워한 적이 있다. 우지마차 차에서 이름을 따 왔다.
키리마 샤로(桐間 紗路)
성우 - 우치다 마아야/
치야의 소꿉친구. 아마우사안 옆의 창고에서 살고 있다. 허브 티를 제공하는 집 플라워 라핀에서 일하고 있다. 엘리트 학교에서 리제의 후배다. 리제를 매우 존경하여 매우 잘 보이려고 하여 가난한 가정사를 숨기려 했으나 결국 리제에게 들키고 말지만, 이를 알게 된 누구도 이를 신경쓰지 않는다. 토끼에 살짝 공포가 있어서 토끼가 달려들면 겁에 질린다. 하지만 자기 나름대로 트라우마를 극복하려고 노력하는 중이다. 커피를 먹으면 흥분을 하여 술취한 상태가 되어버리는데, 감정은 커피를 우려낸 방법에 따라 달라진다. 킬리만자로 차에서 이름을 따 왔다.
죠우가 마야(条河 麻耶)
성우 - 토쿠이 소라/윤여진
중학교에서 치노의 같은 반 친구. 카우후 치노, 나츠 메구미와 함께 치마메 대원으로도 불린다. 코코아처럼 활동적인 성격이지만 의외로 마음이 여리다. 또한 학업 성적이 뛰어나다. 메구미와 함께 코코아를 동경하고 있다. 샤로네 고등학교 특대생으로 추전받은 우등생.
나츠 메구미(奈津 恵)
성우 - 무라카와 리에/이유리
치노의 중학교 같은 반 친구이다. "메구"(メグ)라고 불리기도 한다. 내성적이고 느긋한 성격. 학업 성적은 뛰어나나, 계산에 약하다. 부모님의 모교인 샤로네 학교에 입학할 생각인 듯 하다.
아오야마 블루마운틴(青山 ブルーマウンテン)
성우 - 하야미 사오리/김하루
"마스터"(マスター)라고 부르고 있는 치노의 할아버지를 존경하여 매번 자기가 쓴 이야기에 대해 평을 들었던 여성 소설가이다. 치노의 할어버지께서 주신 만년필을 잃어버린 뒤에 절필을 한 적이 있었고, 이에 따라 치노가 래빗 하우스에서 아르바이트를 할 수 있게 해주는 에피소드가 있다.
팃피(ティッピー)
성우 - 키요카와 모토무
래빗 하우스의 마스코트인 암컷 앙고라 토끼인데, 너무 폭신폭신해서 토끼보다는 고양이 귀가 달린 털뭉치같다. 치노의 할아버지. 아마우사안에 가면 앙코한테 자주 물어뜯긴다.
카후우 타카히로(香風 タカヒロ)
성우 - 하야미 쇼
치노의 아버지. 팃피와 함께 밤동안 바를 운영한다.
호토 모카(保登 モカ)
성우 - 카야노 아이
코코아의 언니. 카페모카에서 이름을 따옴. 활기차고 의지할 만한 성격이다. 코코아의 성격이 형성되는 데에 큰 영향을 주었다. 코코아의 "언니에게 맡겨줘!"도 이 등장인물에게 배운 것이다.
카후우 사키
치노의 엄마. 작중엔 이미 돌아가신 상태이다.

## 만화
| 번호 | 제목                  | 일본어 출간일   | 일본어 ISBN            |
| ---- | --------------------- | --------------- | ---------------------- |
| 1    | 주문은 토끼입니까? 01 | 2012년 2월 27일 | ISBN 978-4-8322-4119-0 |
| 2    | 주문은 토끼입니까? 02 | 2013년 2월 27일 | ISBN 978-4-8322-4269-2 |
| 3    | 주문은 토끼입니까? 03 | 2014년 3월 27일 | ISBN 978-4-8322-4420-7 |
| 4    | 주문은 토끼입니까? 04 | 2015년 9월 26일 | ISBN 978-4-8322-4617-1 |
| 5    | 주문은 토끼입니까? 05 | 2016년 8월 27일 | ISBN 978-4-8322-4734-5 |
| 6    | 주문은 토끼입니까? 06 | 2017년 11월 9일 | ISBN 978-4-8322-4894-6 |

## 애니메이션
WHITE FOX가 제작한 텔레비전 애니메이션은 일본에서 2014년 4월 10일부터 6월 26일까지 TOKYO MX 등지에서 방영했으며, Crunchyroll에서도 동시 방영한 바가 있다. 오프닝 곡은 사쿠라 아야네, 미나세 이노리, 우치다 마야, 타네다 리사, 사토 사토미로 구성된 성우 유닛 Petit Rabbit's가 부른 "Daydream Café."이고, 엔딩곡은 미나세 이노리, 토쿠이 소라, 무라카와 리에로 구성된 치마메 부대(일본어: チマメ隊 チマメたい[*])가 부른 "폽핑 점프♪"(일본어: ぽつぴんジャムプ)이다. 오프닝과 엔딩 싱글앨범 모두 2014년 5월 28일에 발매되었다. 북미에서는 Sentai Filmworks가 라이선스를 획득하였다. 블루레이와 DVD의 경우 2014년 6월 20일에 제 1권이 발매되었고, 2014년 11월 27일까지 총 6권의 BD/DVD가 발매될 예정이다.

### 방영 목록
| # | 에피소드 제목 | 방영일           |
| 시즌 1 | 시즌 1 | 시즌 1           |
| --- | --- | ---------------- |
| 01 | 〈한눈에 보통이 아닌 복실복실함이란 걸 알아챘어〉(ひと目で尋常でないもふもふだと見抜いたよ Hitome de Jinjō de nai Mofumofu da to Minuita yo[*])                                                                                               | 2014년 4월 10일  |
| 새로운 마을에 이사와서 호토 코코아는 하숙집을 찾는 동안 래빗 하우스라는 카페를 방문하게 된다. 하지만 실제로 토끼로 카페가 가득찬 것은 아니라는 것을 알고 실망한다. 코코아는 웨이트리스의 머리 위에 올려진 티피라는 호기심이 있을 만하게 생긴 토끼에게 관심을 가지는데 코코아가 껴안자 남자 목소리 같은 음성을 낸다. 얼마 지나지 않아 코코아는 이 래빗 하우스가 바로 자신이 머물게 될 하숙집이라는 것을 알게 되고, 자신에게 접객을 한 웨이트리스는 카후우 치노이며 래빗 하우스의 손녀라는 것도 알게 된다. 코코아는 아르바이트를 해야 한다는 학칙에 의거하여 하숙을 제공해 주는 대가로 카페 일에 곧 투입된다. 아르바이트생인 테데자 리제에게 훈련을 받게 된다. 잠시 뒤, 이 세 사람은 라떼 아트를 하게 된다. 그날 밤, 코코아와 치노는 목욕을 같이 하거나 잠을 같이 자면서 서로를 더 잘 알게 되면서 시간을 보낸다. 반면 유창한 말을 할 수 있는 토끼인 티피는 바에서 치노의 아버지와 함께 일을 한다. | |                  |
| 02 | 〈밀을 사랑한 소녀와 팥에게 사랑받은 소녀〉(小麦を愛した少女と小豆に愛された少女 Komugi wo Aishita Shoujo to Azuki ni Aisareta Shoujo[*]) | 2014년 4월 17일  |
| 코코아는 자신의 새로운 학교를 다니기 위해 주변을 헤매면서 같은 곳을 맴돌게 된다. 결국, 우지마츠 치야라는 소녀를 만나게 되는데, 치야는 학교 입학식은 사실 다음날이라는 것을 알려준다. 나중에, 코코아는 치노, 리제와 치야에게 신선한 빵을 만드는 법을 알려주게 되고, 래빗 하우스의 메뉴에 대한 새로운 생각을 떠올리게 된다. 그 후에, 치야는 다른 소녀들을 가족의 커피숍으로 초대하게 되는데, 다소 정교하게 이름붙여진 메뉴와 다른 독특한 토끼 마스코트가 그 커피숍의 특징이다. | |                  |
| 03 | 〈처음 취한 날의 사건을 기억하니? 자신의 집에서 캠프파이어 하려고 했지〉(初めて酔った日の事憶えてる?自分の家でキャンプファイヤーしようとしたわよね Hajimete Yotta Hi no koto Oboeteru? Jibun no Ie de Kyanpufaiyā shiyō to shita wa yo ne[*]) | 2014년 4월 17일  |
| 코코아, 치노, 리제는 카페에서 쓸 머그컵을 사러 나가는데, 그곳에서 리제의 후배인 키라마 샤로를 만난다. 샤로는 리제에게 무궁한 존경을 가지고 있다. 치야의 커피숍은 샤로의 커피숍 바로 옆에 있는데, 다음날 치야는 샤로가 수상한 곳에서 일하는 것에 대해 걱정을 하게 되어 코코아와 다른 친구들에게 조사를 요청한다. 그리고 그것은 단지 카페에서 일하는 것이었다는 것을 알아내었고, 그 카페에서는 메뉴 중 몇몇이 허브 티라는 것도 알아낸다. 나중에, 샤로는 래빗 하우스에 와서 커피를 마신 뒤에 광란상태가 된다. 그리고 비가 많이 와서 그들은 함께 밤을 지내기로 하는데, 치야는 모두를 유령 이야기로 무섭게 한다. | |                  |
| 04 | 〈럭키 아이템은 야채와 죄와 벌〉(ラッキーアイテムは野菜と罪と罰 Rakkī Aitemu wa Yasai to Tsumi to Batsu[*]) | 2014년 4월 24일  |
| 코코아로부터 무언가를 좀 들은 뒤에, 치노는 학교 친구인 조가 마야와 나츠 메구미에게 어떻게 키가 커질 수 있는지 조언을 구한다. 다음날, 소녀들은 직접 운세를 점쳐보기로 한다. 운세를 친 뒤, 코코아는 나쁜 운을 경험하게 되고, 치야와 그녀의 토끼 안코와 시간을 보내게 된다. 나중에, 소녀들은 도서관에 공부를 하러 가는데, 치노가 찾고자 하는 책을 찾기도 한다. | |                  |
| 05 | 〈코코아와 악의없는 살의〉(ココアと悪意なき殺意 Kokoa to Akuinaki Satsui[*]) | 2014년 5월 8일   |
| 치노는 리제에게 배드민턴 토너먼트 경기 연습을 도와달라고 요청하고, 코코아와 치야는 배구를 연습한다. 곧, 사료를 초대해서 피구 경기에 참가하게 된다. 그 후, 리제는 아마우사와 Fleur de Lapin에서 추가적인 일을 하게 되는데, 이는 아버지의 날을 맞아 아버지에게 빈티치 와인을 사 드리기 위함이다. 와인이 여전히 매우 바싸다는 것을 알아차린 이후에, 샤로는 리제가 대안적인 선물을 고르는 데에 도움을 준다. | |                  |
| 06 | 〈이야기를 이야기〉(お話をするお話 Ohanashi o suru Ohanashi[*]) | 2014년 5월 15일  |
| 휴일에 코코아와 치노는 공원에 산책을 하러 가는데, 도중에 다른 사람을 마딱뜨리게 된다. 그리고 코코아는 아오야마 블루마운틴이라는 소설가를 만나게 된다. 다음날, 마야와 메구미는 레빗 하우스에 와서 일을 도와주고 코코아와 리제를 처음 만나게 되는데, 이러한 상황이 치노에게 살짝 질투심과 외로움을 남기게 된다. 아마우사안에서 불평을 하는동안, 치노는 아오야마로부터 몇몇 조언을 받게 되고, 곧 코코아와 리제 또한 자신과 비슷한 감정을 가지고 있다는 것을 알게 된다. 나중에, 아요야마는 코코아에게 그녀에게 베스트셀러 소설을 쓸 수 있게 해 주신 어느 카페 주인에 대해서 말해준다. | |                  |
| 07 | 〈Call me sister〉 | 2014년 5월 22일  |
| 치노가 몰두하고 있던 직소 퍼즐을 코코아가 끝내 버려서 치노가 화가 나게 되자, 코코아는 8000조각 퍼즐을 사 주면서 치노에게 사과한다. 이를 풀기 막막해지자 소녀들을 불러서 함께 맞추기로 한다. 다음날, 치야는 샤로와 살짝 싸워서 기운이 없어 보이게 되었다. 그래서 코코아는 둘이 화해를 할 수 있도록 도와 주었다. 나중에, 리제와 샤로는 그들이 속해 있는 카페의 전단지를 각각 나누어 주는데, 래빗 하우스 전단지에 오타가 있다는 것을 알지 못한다. 그날 밤, 다른 소녀들은 샤로가 사실 집이 가난했으며 특기생으로 입학하여 장학금을 알고 있었다는 비밀을 알게 되었고, 치야네 집 옆에 있는 창고같은 곳에서 사는 것도 알게 되었다. | |                  |
| 08 | 〈풀에 젖었고, 비에 젖었고, 눈물에 젖었고〉(プールに濡れて 雨に濡れて涙に濡れて Pūru ni Nurete, Ame ni Nurete, Namida ni Nurete[*]) | 2014년 5월 29일  |
| 소녀들은 하루를 수영장에서 보내는데, 샤로는 리제에게 수영하는 법을 가르쳐 준다. 나중에, 소녀들은 아오야마의 책에 기반을 한 영화를 비가 주륵 내리는 날에 보는데, 모두들 눈물을 흘리게 된다. | |                  |
| 09 | 〈아오야마 슬럼프 마운틴〉(青山 スランプマウンテン Aoyama Suranpu Maunten[*]) | 2014년 6월 5일   |
| 어릴적 코코아가 치노의 할아버지를 만나게 되는데, 치노의 할아버지는 자신이 토끼가 되고 싶다는 희망을 표한다. 그 뒤에, 리제는 학교에서 공연하는 "오페라의 유령" 연극의 히로인을 밑게 되어서 치야에게 어떻게 해야 더 고상해질 수 있는지 조언을 구한다. 하지만, 이 연극은 리제의 원래 성격에 맞추어서 개작되었기 때문에 별 쓸모가 없었다. 그 후 장면에서, 아오야마는 소설가를 관두기로 한 뒤 래빗 하우스에서 아르바이트를 뛰게 되는데, 치노의 할아버지가 돌아가셨다는 소식을 듣고서는 충격을 받게 된다. 아오야마 씨는 자신이 치노의 할아버지께서 주신 만년필을 잃어버린 뒤에 슬럼프가 왔다고 말을 꺼냈고, 이에 따라 코코아와 치노는 만년필을 찾는데에 도움을 준다. 펜을 찾은 뒤에, 치노는 자신의 할아버지의 영혼을 가진 팃피를 설득하여 아오야마 씨에게 말을 걸어서 용기를 주라고 부탁했다. 그 후, 아오야마 씨는 다시 소설가가 되었고, 팃피의 진짜 정체에 대해서 어렴풋이 언급한다.                 | |                  |
| 10 | 〈대언니용 결전 부대, 통칭 치마메 부대〉(対お姉ちゃん用決戦部隊、通称チマメ隊 Tai Onee-chan yō Kessenbutai, Tsūshō Chimame-tai[*]) | 2014년 6월 12일  |
| 코코아가 치야와 함께 시험 공부를 하면서, 아마우사안의 일 또한 도와주게 된다. 한편, 메구와 마야가 래빗 하우스에 와서 일을 돕게 되는데, 리제는 이름을 외우기 어렵다며 치노, 메구, 마야 이름의 첫 글자를 따서 "치마메 부대"라고 부른다. 치노는 잘짝 코코아병에 걸리게 된다. 일을 마친 후에, 치노들은 온천에 놀러가게 되는데, 물총싸움을 하게 된다. 이때, 아오야마 씨도 등장하여 같이 놀게 된다. 동시에, 샤로는 코코아와 치야가 시험공부를 하는 것을 돕게 되고, 그들 앞에서 잠들어버리게 된다. | |                  |
| 11 | 〈소녀는 붉은 외투를 걸치고 토끼를 몰며 성야의 하늘을 달린다〉(少女は赤い外套を纏いウサギを駆りて聖夜の空を行く Shoujo wa Akai Gaitou o Matoi Usagi o Karite Seiya no Sora o Iku[*])                                                          | 2014년 6월 19일  |
| 소녀들이 래빗 하우스에 장식을 할 장식품을 사기 위해 크리스마스 시장에 가서, 그들은 크리스마스 이브날에 모두들 일을 마치고 나서 크리스마스 파티를 열기로 한다. 치야들이 파티를 위해 래빗 하우스에 왔지만, 래빗 하우스의 한정판 팬케이크가 유명세를 타서 가게가 붐볐기 때문에 일을 돕게 된다. 일을 성공적으로 마친 뒤, 소녀들은 음식과 선물과 함께 파티를 즐기게 된다. 그날 밤, 코코아는 산타클로스 역할을 하면서 치노의 양말 안에 선물을 숨기는 것 까지는 성공했지만, 침대 옆에서 잠이 드는 바람에 빠져나오는 것은 실패한다. 그럼에도 불구하고, 치노는 '덜렁대는 산타'가 준 선물에 감동을 먹는다. | |                  |
| 12 | 〈너를 위해서라면 늦잠 잘게〉(君のためなら寝坊する Kimi no Tame nara Nebō suru[*]) | 2014년 6월 26일  |
| 메구와 마야갸 학교 숙제로 직업 인터뷰를 하기 위해 래빗 하우스에 온다. 그리고 코코아는 그들과 함께 가서 치야와 샤로가 일하는 것에 대해서 인터뷰를 하게 된다. 나중에, 치노는 코코아가 열이 많이 나는 것을 보고 침대에 가서 누우라고 한다. 마찬가지로, 치야 또한 샤로가 열이 있는 것을 보고 침대에 누워 자는것을 기다린다. 코코아의 열이 심해지자, 치노와 팃피는 눈길을 해치고 가서 치야에게 감기약을 빌려서 온다. 코코아는 결국 낫긴 했지만, 치노가 볼거리에 걸리게 되고, 코코아가 간병을 하게 된다. | |                  |
| 시즌 2 | |                  |
| 1 | 〈미소와 플래시가 소란스러운, 이것이 나의 자칭 누나〉(笑顔とフラッシュがやかましい これが私の自称姉です Egao to Furasshu ga Yakamashī, Kore ga Watashi no Jishō Ane desu[*])                                                                  | 2015년 10월 10일 |
| 2 | 〈회색 토끼와 재 머리 공주〉(灰色兎と灰かぶり姫 Hai-iro Usagi to Haikaburi-hime[*]) | 2015년 10월 17일 |
| 3 | 〈회전 무도 전설 오리 대〉(回転舞踏伝説アヒル隊 Kaiten Butō Densetsu Ahiru-tai[*]) | 2015년 10월 24일 |
| 4 | 〈코코아 선배의 우아한 다과회 튜토리얼〉(ココア先輩の優雅なお茶会チュートリアル Kokoa-senpai no Yūga na Osakai Chūtoriaru[*]) | 2015년 10월 31일 |
| 5 | 〈한입에 보통 털이 아니란 걸 알아챘어〉(ひと口で普通のもちもちだと見抜いたよ Hitokuchi de Futsū no Mochimochi da to Minuita yo[*]) | 2015년 11월 7일  |
| 6 | 〈하프 목조 마을 미션 완료〉(木組みの街攻略完了 Kigumi no Machi Misshon Konpurīto[*]) | 2015년 11월 14일 |
| 7 | 〈응석 꾸러기 인 그 아이는 비누 방울처럼 덧없이 사라지는〉(甘えん坊なあの子はシャボン玉のように儚く消える Amaenbō na Ano Ko wa Shabondama no Yō ni Hakanaku Kieru[*])                                                                         | 2015년 11월 21일 |
| 8 | 〈스니킹 스토킹 스토가 스토리〉(スニーキングストーキングストーカーストーリー Sunīkingu Sutōkingu Sutōkā Sutōrī[*]) | 2015년 11월 28일 |
| 9 | 〈털은 특공하고 무자비한 버튼 발산되는〉(毛玉は特攻し無慈悲なボタンは放たれる Kedama wa Tokkōshi Mujihi na Botan wa Hanatareru[*]) | 2015년 12월 5일  |
| 10 | 〈E를 찾아 일상〉(Eを探す日常 Ī o Sagasu Nichijō[*]) | 2015년 12월 12일 |
| 11 | 〈스타더스트 마이무 마이무〉(スターダスト・マイムマイム Sutādasuto Maimu Maimu[*]) | 2015년 12월 19일 |
| 12 | 〈보물은 너의 결정적 순간〉(宝物は君の決定的瞬間 Takaramono wa Kimi no Ketteiteki Shunkan[*]) | 2015년 12월 26일 |